# شرح ابن عقيل على ألفية ابن مالك
شرح ابن عقيل هو كتاب في النحو والصرف كتبه قاضي القضاة بهاء الدين عبد الله بن عقيل الهمداني المصري. وهو شرح لألفية ابن مالك في مختلف أبواب النحو والصرف، مع إعراب تفصيلي للشواهد. صدر الكتاب في عدة طبعات عن دور نشر متعددة.

## وصلات خارجية
- شرح العلّامة ابن عقيل على ألفيّة العلّامة ابن مالك على موقع مكتبة قطر الوطنية
- شرح على شواهد: شرح ابن عقيل على «ألفية» ابن مالك على موقع المكتبة الرقمية العالمية